# جيان توماس
جيان توماس (بالفرنسية: Jean Thomas)‏ (8 يونيو 1929 تولوز فرنسا - ) هو لاعب كرة قدم فرنسي، يلعب كلاعب وسط.

## روابط خارجية
- جيان توماس على موقع قاعدة بيانات كرة القدم.إي يو (الإنجليزية)